# Epirranthis pallidaria
Epirranthis pallidaria là một loài bướm đêm trong họ Geometridae.